# 微子啓
微子啓（びしけい）は、中国の殷の王族。帝乙の長子。微は封じられた国名、子は子爵、啓が諱である。『史記』では諱が開になっているが、これは前漢の景帝（劉啓）を避諱したものである。

## 生涯
帝辛（紂王）の長兄であったが、庶長子であったために王位を継承せず、微に封じられて微子啓と呼ばれた（『史記』「殷本紀」）。『呂氏春秋』によれば、生母がまだ帝乙の側室の時に微子啓と仲衍を産み、後に正室に昇格して紂王を産んだという。
彼は穏やかな性格で人望があった。末弟の紂王が乱暴な政治を繰り返して行うのを何度も諫め、周との戦いでは和睦を主張したが、全く聞き容れられなかった。そこで一命を国に捧げようか、それとも殷の祖廟を絶やさないために国を去ろうか迷い、殷の楽官の太師・少師に問うた。すると両人とも彼に立ち去ることを勧めたので、微子啓は同母弟の仲衍と共に国を去って封地の微に帰った。
後に紂王が牧野の戦いで周に敗れた後、武王の軍に赴き弟の仲衍と共に降伏を申し出た。その時に微子啓は諸肌を脱ぎ、両手を背後で縛り、左手で羊を引き、右手で茅を取って膝（ひざま）ずいたという。武王は快く微子を許した。
後に甥の武庚（禄父）が周に反乱を起こし誅殺されると、摂政の周公旦は旧殷領を二分して、東部の宋に微子啓を封じて殷の遺民を治めさせた。初代宋公となった微子啓は若い頃から賢哲であったので殷の遺民たちもこれを尊崇し、国はよく治まった。彼には子がなく、『史記』では弟の微仲衍が跡を継いだとなっている。